# Croton louvelii
Espèce
Classification APG II (2003)
Croton louvelii est une espèce de plantes à fleurs du genre Croton et de la famille Euphorbiaceae présente à l'est de Madagascar.